# Gloria María Ureta
Gloria María Ureta Travesi (Lima, Perú), conocida como Gloria María Ureta, es una actriz peruana.

## Biografía
Es hija del productor y director Juan Ureta Mille y de la actriz Elvira Travesí, quienes le inculcaron desde muy joven la interpretación.
Inicio su carrera como actriz en la década de 1960, en las telenovelas  Historia de tres hermanas, Mañana comienza el amor y Mujercitas, además de alcanzar fama internacional por su papel de Bianca en la película Nino, las cosas simples de la vida (1972).
También ha participado en el cine y obras de teatro.

## Trayectoria

### Telenovelas
- Historia de tres hermanas
- Los culpables
- La Cobarde
- Difamada
- Ansiedad
- Mañana comienza el amor
- Caras sucias
- Mujercitas
- Muñeca negra
- El secreto de sor Teresa
- La máscara
- Perfidia
- El pecado de los Bromfield
- Los diez pecados del hombre
- Amor sin fronteras
- La molinera
- Si no fueras tú
- La virgen de Fátima
- Fugitivos de amor
- San Martín de Porres
- La codicia de los cuervos
- Así aprendí a quererte
- Amigos de dios
- Simplemente María
- Natacha
- Nino
- Mujeres que trabajan
- Una larga noche
- Tres mujeres tres vidas
- La tía Julia y el escribidor
- Siempre hay una segunda vez
- Páginas de la vida

### Series de televisión
- Casos Humanos
- Bárbara
- Gamboa
- La comedia dramática española

### Cine
- Natacha
- Nino